# John Newlands
Pour les articles homonymes, voir Newlands.
John Newlands (né le 26 novembre 1837 à Lambeth (Grand Londres) et mort le 29 juillet 1898 à Lower Clapton (Grand Londres)) est un chimiste britannique qui publia en 1863 le premier tableau périodique des éléments où les éléments chimiques sont ordonnés en fonction de leurs masses atomiques relatives. 

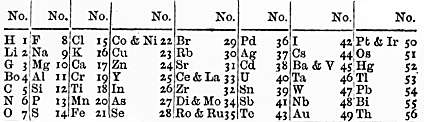
Classification périodique de John Newlands, 1863.

Il émit en 1865 l'hypothèse de la « loi des octaves » selon laquelle les propriétés chimiques d'un élément de la table se retrouvent tous les huit éléments. On le ridiculisa à l'époque, mais cinq ans plus tard, le chimiste russe Dmitri Mendeleïev publia, indépendamment des travaux de John Newlands, une forme plus élaborée de la table, basée également sur la masse atomique, qui est à la base de celle que nous utilisons aujourd'hui (classée par numéro atomique). Pour ce premier tableau périodique, John Newlands obtint en 1887 la Médaille Davy.

## Principale publication
- (en) On the discovery of the periodic law, and on relations among the atomic weights, Londres, Spon, 1884 (lire en ligne) (OCLC 84620534)